# Tugny-et-Pont
Tugny-et-Pont ist eine französische Gemeinde mit 283 Einwohnern (Stand 1. Januar 2022) im Département Aisne in der Region Hauts-de-France (vor 2016 Picardie). Sie gehört zum Arrondissement Saint-Quentin, zum Kanton Ribemont und zum Gemeindeverband Saint-Quentinois.

## Geografie
Die Gemeinde Tugny-et-Pont liegt an der Somme und am hier parallel verlaufenden Canal de Saint-Quentin, 15 Kilometer südwestlich von Saint-Quentin. Nachbargemeinden von Tugny-et-Pont sind Fluquières im Norden, Happencourt im Nordosten, Artemps im Osten, Saint-Simon im Süden, Dury im Südwesten sowie Bray-Saint-Christophe im Westen.

## Geschichte
Die während der Französischen Revolution gebildeten Gemeinden Tugny und Pont-de-Tugny schlossen sich am 24. Oktober 1803 zu Tugny-et-Pont zusammen.

### Bevölkerungsentwicklung
| Jahr                       | 1962 | 1968 | 1975 | 1982 | 1990 | 1999 | 2006 | 2015 | 2022 |
| Einwohner                  | 306  | 263  | 259  | 251  | 288  | 268  | 243  | 273  | 283  |
| Quellen: Cassini und INSEE |      |      |      |      |      |      |      |      |      |

## Sehenswürdigkeiten

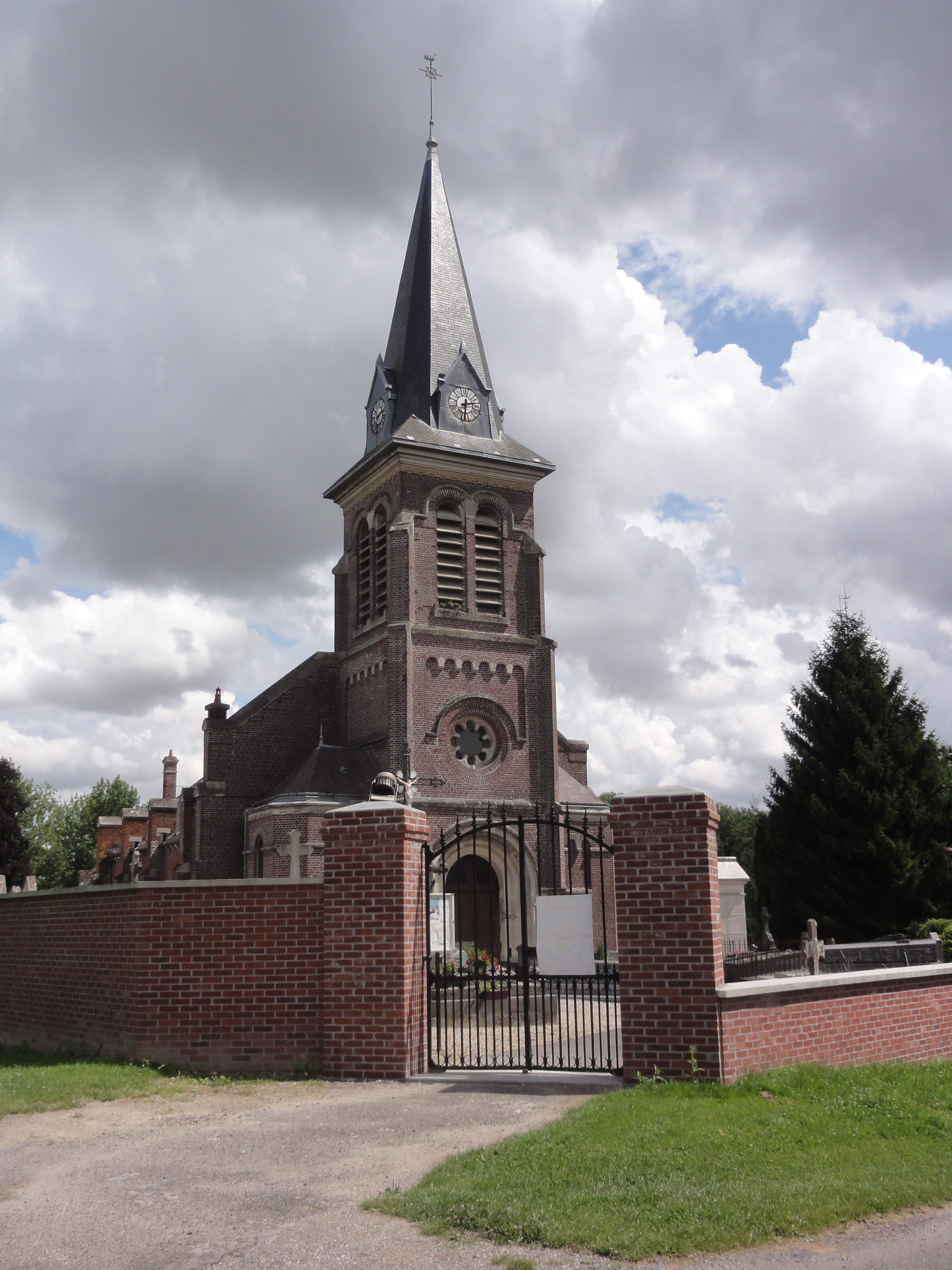
Kirche Sainte-Eulalie
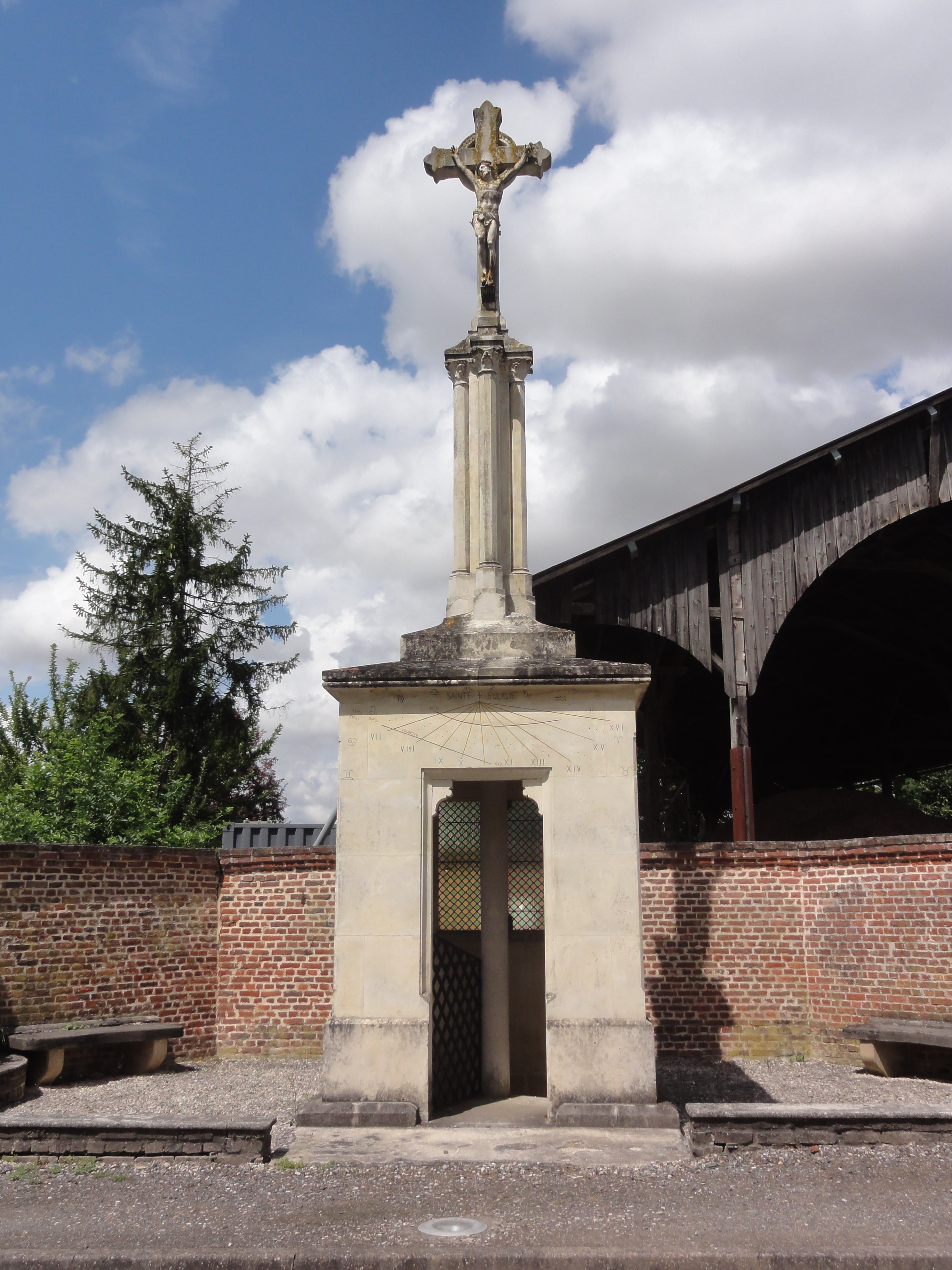
Kapelle Sainte-Eulalie
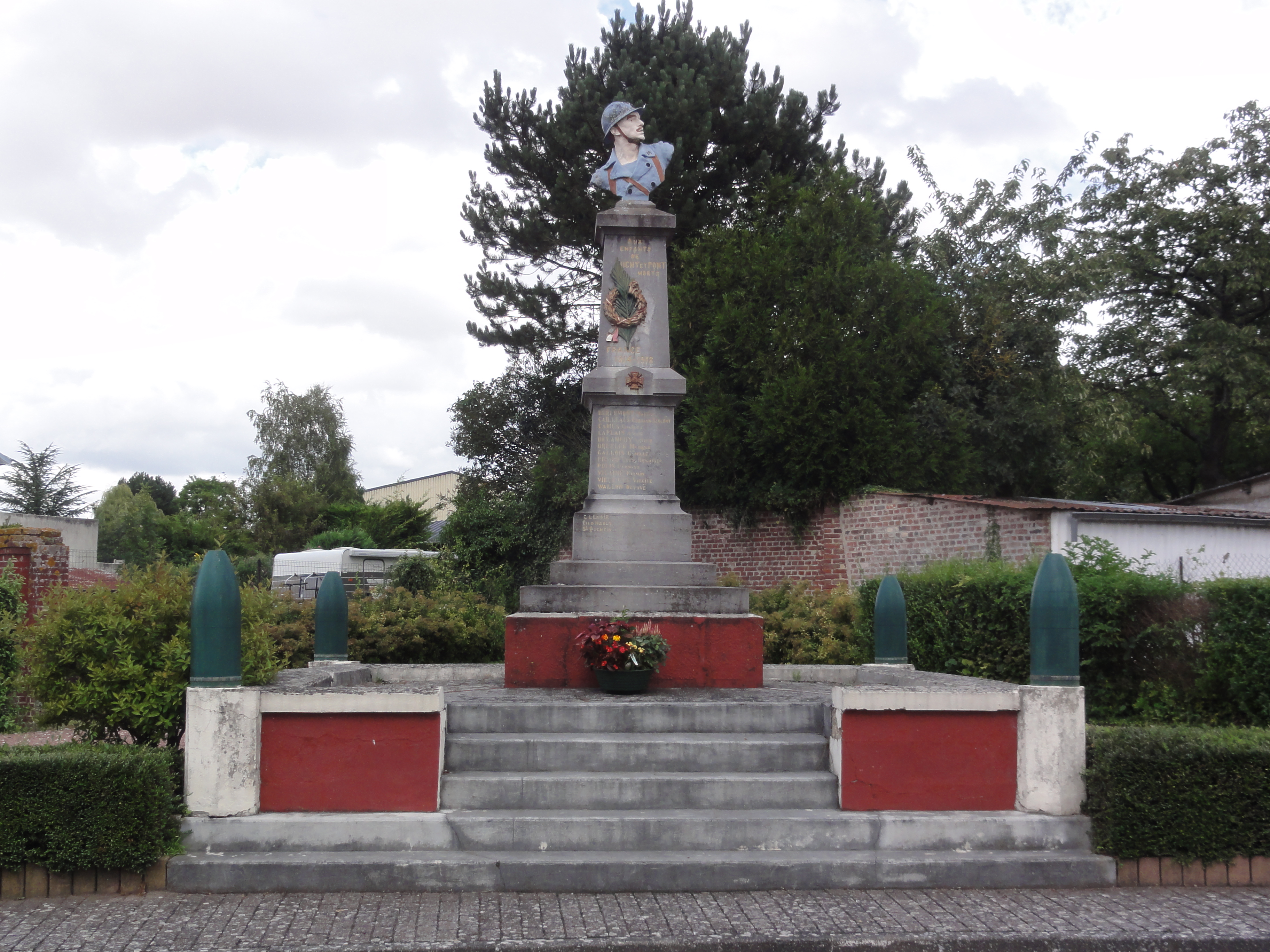
Gefallenendenkmal

- Wasserturm

- Kirche Sainte-Eulalie
- Kapelle Sainte-Eulalie
- Gefallenendenkmal